# Stadionul Petre Libardi
Stadionul Petre Libardi (anterior Stadionul Jiul) este un stadion multifuncțional din Petroșani, județul Hunedoara, România. În prezent, este folosit în principal pentru meciuri de fotbal și este terenul de casă al echipei Jiul Petroșani. Stadionul are o capacitate de 15.500 de locuri și a fost deschis în 1982. În 2019, stadionul a fost redenumit drept „Petre Libardi”, în onoarea căpitanului echipei Jiul Petroșani din finala de succes a Cupei României 1973-1974.

## Istoric

### Distrugerea primului stadion

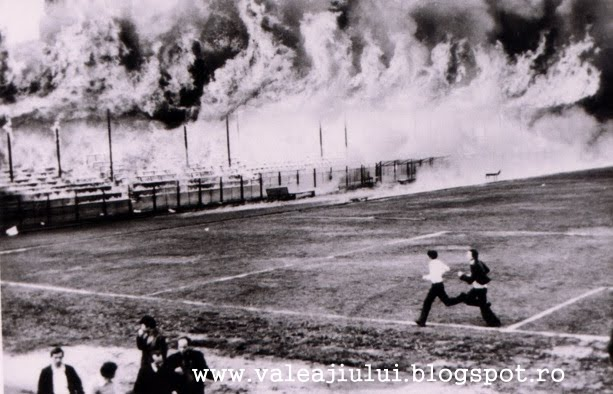
Incendiu la Stadionul Jiul (25 mai 1975).

Clubul sportiv Jiul Petroșani a avut de-a lungul timpului două stadioane, și cel actual nu ar mai fi fost niciodată construit (poate doar îmbunătățit cel vechi) dacă nu intervenea un incident. 
Acesta s-a întâmplat în 25 mai 1975, pe stadionul cu o singură tribună care rezistase aproape de la fondare, mai exact din 1922. În acea zi era programată o partidă cu FC Politehnica Iași, care se anunța extrem de tensionată datorită situației critice la retrogradarea din Divizia A în care se aflau minerii.
Meciul era condus de arbitrul bucureștean  Gh. Limona, care a dat startul și disputa a decurs în mod normal până în minutul 14 când a luat foc tribuna veche de 53 de ani, și conducerea a fost obligată să pornească iarăși construcția unui stadion.
Pe locul vechiului stadion fiind acum Hotelul "Petroșani" și Parcul Central "Carol Schreter".

### Stadionul actual
Noul stadion a devenit unic în România din 1981, și a fost singurul cu două tribune + cea oficială acoperite complet până la inaugurarea arenelor din Cluj, Ploiești  si București. 
Acesta a fost îmbunătățit la noi standarde după recenta promovare în Superliga României din anul 2005, când s-a acoperit cu scaune de plastic toată suprafața, s-a iluminat un teren de antrenament iar tribuna presei a beneficiat de prize și acces la internet. 
Construcția avea totuși instalată o tabelă electronică (destul de veche), o pistă de atletism în jurul terenului, și patru terenuri de antrenament care aparțin complexului sportiv.
Inițial, stadionul avea o capacitate de 30.000 de locuri, însă aceasta a fost redusă la 15.500 de locuri, ca urmare a renovării din anul 2005, ocazie cu care vechile bănci au fost înlocuite cu scaune.
Pe lângă CSM Jiul Petroșani, care actualmente evoluează în Liga a III-a, stadionul a mai fost folosit și de clubul de fotbal ACS Șirineasa, între 2017-2018.